# Francesco Gallo (politico)
Francesco Gallo (Messina, 3 novembre 1966) è un politico italiano.

## Biografia
Laureato in Giurisprudenza presso l'Università degli Studi di Messina nel 1991, dal 1994 è avvocato patrocinante in Cassazione, e giornalista pubblicista.

### Attività politica
Inizia la propria attività politica nella Democrazia Cristiana (DC), all'interno della quale è stato delegato provinciale del suo Movimento Giovanile, passando poi, con lo scioglimento della DC, alla rinascita del Partito Popolare Italiano (PPI) e, successivamente, La Margherita di Francesco Rutelli raccogliendo il PPI, Rinnovamento Italiano di Lamberto Dini e I Democratici di Arturo Parisi.
Dal 2004 al 2005 è stato presidente dell'associazione politico-culturale "Democratici Cristiani Europei".
Dal 2005 al 2007 è stato assessore alla cultura, allo sport e al turismo del comune di Messina nella giunta comunale di centro-sinistra guidata da Francantonio Genovese.
Nel 2007 aderisce al Partito Democratico (PD), di cui viene eletto nell'aprile 2010 segretario provinciale di Messina, ma nel giugno 2011 lascia il partito a seguito di una condanna in primo grado a otto mesi di reclusione per abuso d'ufficio. Condanna che in Corte d'Appello verrà annullata, previa dichiarazione di improcedibilità per decorrenza dei termini.
Dal 2009 al 2012 è stato consulente della commissione parlamentare d'inchiesta sugli errori in campo sanitario e sulle cause dei disservizi sanitari regionali
Dal 2013 al 2016 è stato consulente del Consiglio di giurisdizione della Camera dei deputati.
Il 3 agosto 2020 viene nuovamente nominato assessore del comune di Messina dal sindaco Cateno De Luca, che gli assegna numerose deleghe, tra cui sport, spettacolo e promozione culturale. A giugno 2022 viene nominato vicesindaco della giunta composta da Sicilia Vera e liste civiche e guidata da Federico Basile, che contestualmente lo riconferma nel ruolo di assessore con le medesime deleghe assegnategli nella giunta precedente.

### Deputato nazionale
Alle elezioni politiche del 25 settembre 2022 viene candidato alla Camera dei deputati per Sud chiama Nord nel collegio uninominale Sicilia 2 - 06 (Messina), risultando eletto con il 32,25% davanti ai candidati del centro-destra Matilde Siracusano (29,07%), del Movimento 5 Stelle Grazia D'Angelo (16,6%) e del centro-sinistra Felice Calabrò. Per tale motivo, il 10 ottobre si dimette dalla carica di vicesindaco.
A Montecitorio fa parte della commissione Giustizia.